# Linjetrafik
Linjetrafik är när ett fordon eller fartyg används för persontransporter, för vilka ersättningen bestäms särskilt för varje passagerare och som följer en fastställd tidtabell. Begreppet förekommer även när det gäller transporter av gods då till exempel en lastbil kan gå enligt speciella tidtabeller och på speciella sträckor på samma sätt som en buss i linjetrafik. I någon mån kan även järnvägs- och spårvägstrafik kallas för linjetrafik.

## Anropsstyrd trafik
Anropsstyrd linje är som en vanlig linje i linjetrafik men där turerna endast trafikeras om någon i förväg begärt att få resa. Besparingen är färre körda kilometer, men kostnaden för förarlön finns ofta kvar. Om de anropsstyrda turerna läggs i början och slutet av ett bussomlopp kan även personalkostnaden minskas om turerna upphandlas av till exempel taxi som ersätts endast för de turer som utförts. Fördelar med anropsstyrd linje är att man enkelt kan införa trafiken med mycket små förändringar för resenärerna. Informationen i tidtabellen ser ut som vanligt och linjesträckning är den normala. Nackdelen är den begränsade besparingseffekten. Exempel på sådan trafik finns i Märsta. Anropsstyrd trafik kallas ibland för närtrafik.